# Okręg wyborczy South Lancashire
Okręg wyborczy South Lancashire powstał w 1832 r. i wysyłał do brytyjskiej Izby Gmin dwóch deputowanych. W 1861 r. liczbę mandatów przypadających na okręg zwiększono do trzech. Okręg obejmował południową część hrabstwa Lancashire. Został zlikwidowany w 1868 r.

## Deputowani do brytyjskiej Izby Gmin z okręgu South Lancashire

### Deputowani w latach 1832–1861
- 1832–1835: George William Wood, wigowie
- 1832–1835: Charles Molyneux, wigowie
- 1835–1846: lord Francis Egerton, Partia Konserwatywna
- 1835–1844: Richard Bootle Wilbraham, Partia Konserwatywna
- 1844–1847: William Entwistle, Partia Konserwatywna
- 1846–1859: William Brown, wigowie
- 1847–1847: Charles Pelham Villiers, wigowie
- 1847–1852: Alexander Henry, wigowie
- 1852–1859: John Cheetham, wigowie
- 1859–1861: Algernon Egerton, Partia Konserwatywna
- 1859–1861: William Legh, Partia Konserwatywna

### Deputowani w latach 1861–1868
- 1861–1868: Algernon Egerton, Partia Konserwatywna
- 1861–1865: William Legh, Partia Konserwatywna
- 1861–1868: Charles Turner, Partia Konserwatywna
- 1865–1868: William Ewart Gladstone, Partia Liberalna